# Pleurocrypta porcellanae
Pleurocrypta porcellanae är en kräftdjursart som beskrevs av Hesse 1876. Pleurocrypta porcellanae ingår i släktet Pleurocrypta och familjen Bopyridae. Inga underarter finns listade i Catalogue of Life.